# Persische Gendarmerie

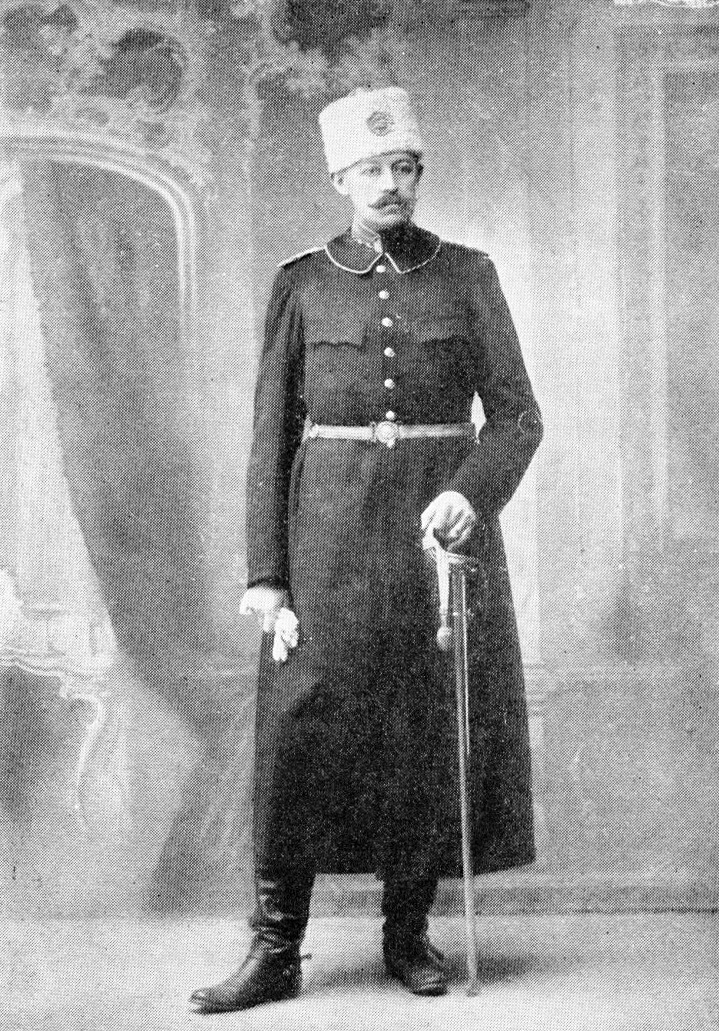
Hauptmann Hjalmar O. Hjalmarson, 1911

Die persische Gendarmerie (Dschandarmeri-e Dowlati – Gendarmerie der Regierung) war eine von schwedischen Offizieren aufgebaute und geführte militärische Einheit der konstitutionellen Regierung Irans, die sich 1906 nach der Konstitutionellen Revolution gebildet hatte. Die Gendarmerie war dem Innenministerium der Regierung unterstellt. Sie war als von der Regierung befehligter militärischer Verband und als Gegengewicht zur persischen Kosakenbrigade geplant, die ihre Befehle nicht von der Regierung, sondern von Mohammed Ali Schah und später von Ahmad Schah erhielt.

## Gründungsgeschichte

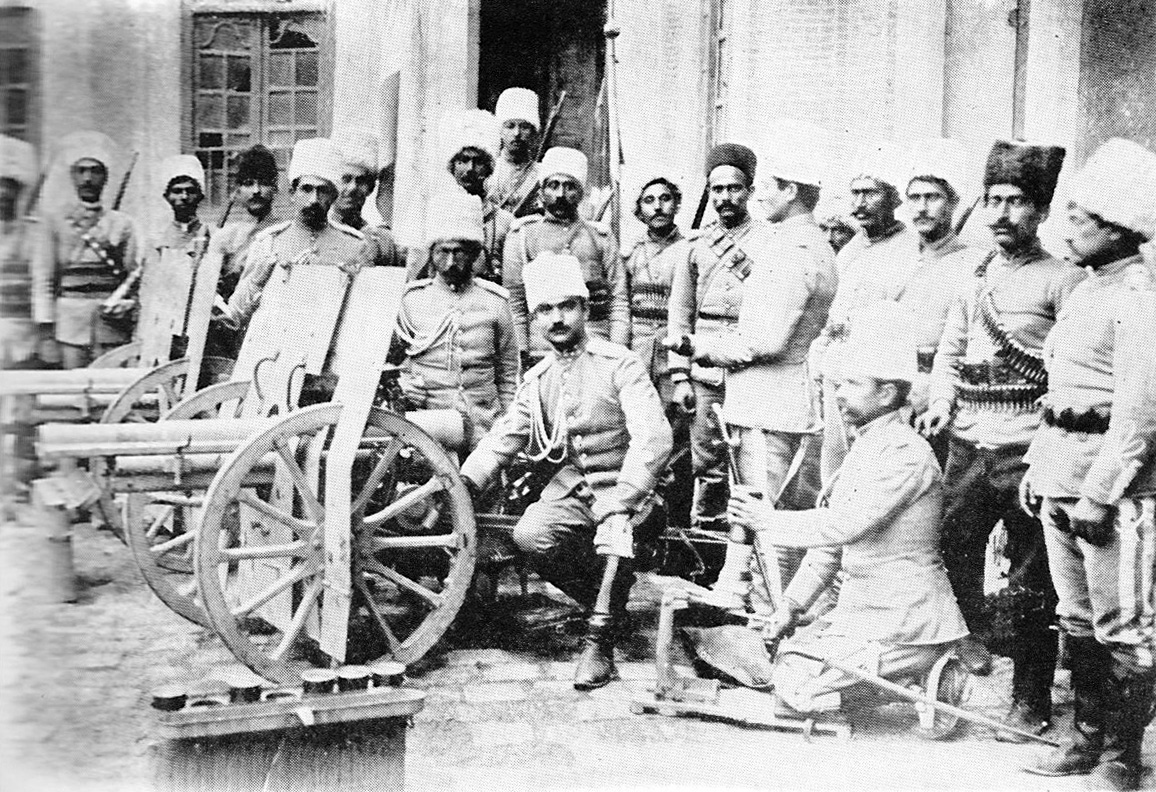
Artillerie der Persischen Gendarmerie in Teheran, 1911

Der Aufbau einer Gendarmerie als zentrale militärische Einheit der konstitutionellen Regierung wurde während der zweiten Sitzungsperiode des iranischen Parlaments im Dezember 1910 beschlossen. Der Beschluss war Teil eines umfassenden Reformprogramms, im Rahmen dessen italienische Berater für den Aufbau der Gendarmerie, US-amerikanische Berater für den Aufbau einer funktionstüchtigen Finanzverwaltung und französische Berater für Reformen im Polizei- und Justizwesen angeworben werden sollten.
Die italienische Regierung lehnte allerdings eine Entsendung von Militärexperten in den Iran ab, nachdem Großbritannien und Russland dagegen opponiert hatten. Daraufhin entschied sich die iranische Regierung mit Schweden Verhandlungen über die Entsendung von Militärexperten aufzunehmen. Im Januar 1911 wurde eine Vereinbarung erreicht und Hauptmann H.O. Hjalmarson mit zwei weiteren Offizieren im Juni 1911 in den Iran entsandt. Bis zum Ende des Jahres 1911 wurde diese Vorausabteilung durch sieben weitere schwedische Offiziere verstärkt.
In der Zwischenzeit hatte Morgan Shuster seine Arbeit als Schatzkanzler aufgenommen und war darangegangen, das öffentliche Finanz- und Steuerwesen Irans neu zu organisieren. Um den Steuerbescheiden Nachdruck zu verleihen, bestand Shuster auf dem Aufbau einer eigenen Gendarmerie des Schatzamtes (Dschandarmeri-e Chazaneh). Unter der Aufsicht von Oberst Merrill wurde rasch eine schlagkräftige Truppe mit fähigen iranischen Offizieren und eintausend Mann aufgebaut, die die Anweisungen Shusters strikt befolgten. Shuster machte auch vor Kadscharenprinzen nicht halt, die jahrelang keine Steuern gezahlt hatten und löste mit seinem kompromisslosen Vorgehen eine innen- und außenpolitische Krise aus, die im November 1911 zu seinem Rücktritt und der Auflösung der Gendarmerie des Schatzamtes führte.
Hjalmarson übernahm Offiziere und Mannschaften des Schatzamtes als Kerntruppe der Gendarmerie der Regierung. Ende 1912 umfasste die Gendarmerie bereits 3.000 iranische Offiziere und Mannschaften, sowie 21 schwedische Offiziere. Im darauffolgenden Jahr hatte die Truppe bereits 6.000 Mann. Hjalmarson stationierte in Teheran zwei Regimenter und in Schiras ein Regiment. 1914 waren bereits sieben Regimenter im Einsatz, wovon zwei in Teheran und die restlichen fünf in Schiras, Qazvin, Isfahan und Borudscherd stationiert waren.
Der Aufbau der Gendarmerie war mit erheblichen Kosten verbunden. Sold und Bewaffnung wurden zunächst aus russischen und britischen Darlehen finanziert. Hjalmarson rechnete bei einem Ausbau der Gendarmerie auf 12.000 Mann mit drei Millionen Toman Kosten, was der Hälfte des iranischen Staatshaushaltes entsprach. In den Provinzen betrugen die Kosten für die Gendarmerie teilweise mehr als die gesamten Steuereinnahmen.

## Erster Weltkrieg
Die Hauptaufgabe der Gendarmerie bestand zunächst in der Sicherung der Überlandstraßen. Mit dem Ausbruch des Ersten Weltkriegs übernahm die Gendarmerie aber mehr und mehr die Aufgabe einer regulären iranischen Armee. Der Iran hatte sich offiziell für neutral erklärt und vermied es zunächst, in einen Krieg zwischen dem osmanischen Reich und Russland hineingezogen zu werden.
Nachdem das osmanische Reich Russland den Krieg erklärt hatte und die Kampfhandlungen auf den Westen Irans übergegriffen hatten, wurden die politischen Diskussionen über einen Kriegseintritt Irans heftiger. Die Demokratische Partei befürwortete ein Eingreifen zu Gunsten der Mittelmächte, während die russisch und britisch gesinnten Politiker die Entente unterstützt sehen wollten. Die politische Diskussion ergriff auch die Gendarmerie. Die schwedischen Offiziere nahmen überwiegend eine pro-deutsche Haltung ein. Der schwedische Major Pravitz, Chef des 3. persischen Gendarmerieregiments in Schiras war am 19. Oktober 1915 mit Generalfeldmarschall Colmar von der Goltz in Konstantinopel zusammengetroffen. Von der Goltz war von deutscher Seite für alle militärischen Aktivitäten im Iran verantwortlich. Major Pravitz erklärte von der Goltz, dass der Süden Irans leicht zu gewinnen sei, man die Engländer leicht aus Buschehr vertreiben könne und Druck auf die rückwärtigen Verbindungen der Engländer am Persischen Golf ausüben könne. Am 10. November 1915 übernahmen die Gendarmen unter Führung des Majors Pravitz 5 in Schiras die Kontrolle, verhafteten den britischen Konsul und alle britischen Staatsbürger und setzten eine neue Verwaltung ein. Der Barbestand der Schiraser Zweigstelle der in britischem Besitz befindlichen Imperial Bank of Persia wurde beschlagnahmt. Der Gouverneur der Provinz Fars, Ebrahim Qavam floh von Schiras nach Buschehr. Dort waren inzwischen britische Truppen gelandet.
Nachdem sich aus einem Teil der Abgeordneten des Parlaments, die vor den herannahenden russischen Truppen von Teheran nach Ghom ausgewichen waren, ein „Nationales Komitee zur Verteidigung der Unabhängigkeit Irans“ gegen die britisch-russische Besetzung gebildet hatte, befahlen Offiziere der Gendarmerie auch in Hamadan, Kermānschāh, Sultanabad, Isfahan und Yazd vergleichbare Aktionen wie in Schiras. In Hamadan entwaffnete Oberst Pesyan die dort stationierte Abteilung der persischen Kosakenbrigade und überzeugte die Kosaken in die Gendarmerie einzutreten und für die Unabhängigkeit Irans gegen die fremden Truppen zu kämpfen. Viele Kosaken folgten seinem Aufruf und gingen zur Gendarmerie. Trotz erheblichen Einsatzes gelang es den Gendarmen nicht die russische Armee entscheidend zu schlagen. Ein Rückzug auf Kermānschāh wurde erforderlich.
In Kermānschāh hatte sich inzwischen neben der Zentralregierung in Teheran unter der Führung von Nezam al Saltanah eine „Nationale Regierung“ gebildet, die sich dem Befreiungskampf Irans gegen die Russen und Briten verschrieben hatte. Man konnte mit deutscher Hilfe weitere 4.000 Mann rekrutieren und so die Regimenter der Gendarmen auf 8.000 Bewaffnete bringen. Gegen die 65.000 Mann der weiter vorrückenden russischen Kaukasusarmee konnten die Gendarmen allerdings nur hinhaltenden Widerstand leisten und mussten sich am Ende im Mai 1916 geschlagen geben. Die schwedischen Offiziere gingen nach Deutschland oder Schweden zurück. Die Mehrzahl der persischen Offiziere und Mannschaften zog sich nach Bagdad zurück. Nach einem fehlgeschlagenen Versuch, mit Hilfe der verbliebenen Gendarmen und mit Unterstützung türkischer Truppen den Westen Irans zurückzuerobern, lösten sich die im Westen Irans stationierten Gendarmeneinheiten vollständig auf. Viele gingen zurück in ihre Heimatorte. Einige traten auch in die osmanische Armee ein oder gingen wie Oberst Pesyan nach Deutschland und kämpften auf dem europäischen Kriegsschauplatz.
Auch in Schiras spitzte sich die Lage für die Gendarmen zu. Ebrahim Qavam baute mit britischer Unterstützung eine eigene Miliz auf. Hauptmann Hjalmarson musste auf Druck der Briten seinen Posten als Oberkommandierender der Gendarmen räumen und wurde durch Hauptmann Nyström ersetzt. Der wiederum übergab das Kommando der Gendarmen von Schiras an einen den Briten gewogenen Kommandanten und Ebrahim Qavam konnte wieder nach Schiras zurückkehren. Der Vertreter des deutschen Konsulats Röver Oberst Angman und viele persische Gendarmen, die als antibritisch galten, wurden verhaftet. Der abgesetzte lokale Kommandeur der Gendarmen, Major Ali Qoli Khan Pesyan und sein Cousin Gholam Reza Khan Pesyan begingen Selbstmord.
Ende 1916 erreichte Percy Sykes mit den von ihm aufgebauten South Persian Rifles Schiras. Die Gendarmerieabteilung in Schiras wurde aufgelöst und Offiziere und Mannschaften in die South Persian Rifles integriert. Insgesamt übernahm Sykes 2.300 Mann. Darüber hinaus wurden ab diesem Zeitpunkt auch die Waffen, Kasernen und Verwaltungsgebäude der Gendarmen von den South Persian Rifles benutzt.

## Nachkriegszeit
Die in Teheran verbliebenen Einheiten unter Hauptmann Nyström verhielten sich neutral oder unterstützten die pro-britische Zentralregierung. Sie bildeten den Kern der nach Ende des Krieges unter der Regierung Hassan Vosough neu aufgebauten Gendarmeneinheiten. Zu Beginn des Jahres 1920 umfasste die Gendarmen bereits wieder 242 persische Offiziere und 8.150 Mann. Die militärische Führung und die Ausbildung war von den drei schwedischen Offizieren Gleerup, Lundberg und Lassen übernommen worden, die nach dem Ende des Ersten Weltkriegs im Iran geblieben waren. In allen Landesteilen waren wieder Gendarmen stationiert. Im Februar 1921 hatten die Gendarmen bereits wieder eine Stärke von 10.000 Mann erreicht.

### Der Putsch vom 21. Februar 1921
An dem am 21. Februar 1921 von Seyyed Zia al Din Tabatabai und Reza Khan, dem späteren Reza Schah Pahlavi, organisierten Putsch gegen Premierminister Fathollah Akbar Sepahdar, der in der Hauptsache von der Kosakenbrigade getragen wurde, war auch die persische Gendarmerie beteiligt. Ab 1919 hatte es zwischen den in all den früheren Jahren konkurrierenden Einheiten eine Annäherung gegeben. Die Mehrheit der iranischen Offiziere beider Gruppierungen lehnte die nach dem anglo-iranischen Vertrag von 1919 sowohl für die Gendarmen wie für die Kosaken vorgesehene Führungsrolle britischer Offiziere ab.
Die Gendarmerieoffiziere Kazem Khan und Major Masoud Khan Keyhan begleiteten die Kosakenbrigade bei ihrem Marsch von Qazvin nach Teheran. Die Anwesenheit dieser Offiziere sollte sicherstellen, dass die in Teheran stationierten Gendarmen sich nicht gegen die Putschisten stellten. Im in Teheran stationierten Regiment der Gendarmen gab es Offiziere, wie Major Habibollah Khan Schaybani, die seit 1920 mit Reza Khan zusammenarbeiteten, und an den Vorbereitungen des Putsches beteiligt waren. Hassan Arfa, Hauptmann im zweiten Gendarmerie-Regiment in Teheran, spielte eine entscheidende Rolle bei der Organisation des Putsches und sorgte dafür, dass sein Regiment gegen die in Teheran einmarschierenden Kosaken keinen Widerstand leistete.
Premierminister Sephadar versuchte zwar den schwedischen Kommandeur der Gendarmen Gleerup dazu zu bewegen, gegen die auf Teheran marschierenden Kosaken vorzugehen. Britischen Offizieren gelang es aber Gleerup davon zu überzeugen, dass es sich bei dem Marsch der Kosaken auf Teheran um ein Gerücht handele, und die Kosaken lediglich eine militärische Übung absolvierten.
Der Gendarmerieoffizier Kazem Khan wurde nach dem Putsch Militärgouverneur von Teheran und Major Keyhan übernahm das Verteidigungsministerium. In nahezu allen größeren Städten Irans wurde der Ausnahmezustand verhängt und die stellvertretenden Gouverneure und teilweise auch die Gouverneure wurden durch die örtlichen Kommandanten der Gendarmerie ersetzt. So wurde Major Mohammad Khan Daranghi Militärgouverneur von Ghom und Major Fath Ali Khan Saqafi Tuptschi übernahm die Kontrolle in Semnan. In Maschhad verhaftete Oberst Pesyan den Gouverneur Ahmad Qavam und überstellte ihn ins Gefängnis nach Teheran. Pesyan ging sogar soweit im April 1921 eine Autonome Regierung von Chorasan auszurufen, nachdem er sich mit der Zentralregierung in Teheran überworfen hatte. In Kermānschāh verhaftete Major Mahmud Khan Puladin den dortigen Gouverneur Sarim al-Dowleh.
Die Gewinner des Putsches waren also eindeutig die Offiziere der Gendarmerie. Sie erhielten wichtige politische Positionen in der Zentralregierung und in den Provinzen. Der einzige unmittelbare Gewinner aus der Kosakenbrigade, die den militärischen Part des Putsches ausgeführt hatte, war Reza Khan. Er wurde Oberbefehlshaber der Kosakenbrigade.

## Auflösung
Reza Khan, der nach dem Putsch von Ahmad Schah zum Oberkommandierenden der Kosakenbrigade befördert worden war, hatte den Titel „Sardar Sepah (Kommandeur der Armee)“ erhalten. In seiner Eigenschaft als Sardar Sepah weigerte er sich, Befehle von Verteidigungsminister Keyhan, einem Offizier der Gendarmen, anzunehmen. Einsatzbefehle für die Kosakenbrigade kamen wenn schon direkt von Ahmad Schah. Um den Konflikt zwischen Reza Khan und Masoud Khan Keyhan zu beenden, ernannte Premierminister Tabatabai im Mai 1921 Keyhan zum Minister ohne Geschäftsbereich und Reza Khan zum Verteidigungsminister.
Als eine der ersten Amtshandlungen ersetzte Reza Khan den Militärgouverneur von Teheran Kazem Khan, der zwischenzeitlich zum Hauptmann der Gendarmerie befördert worden war, durch einen Kosakenoffizier, General Ansari. Hauptmann Kazem Khan wurde zunächst zum Chef des Generalstabes befördert, aber bereits wenige Monate später durch den Kosakenoffizier Jahanbani ersetzt.
Reza Khan entwickelte als Verteidigungsminister des Kabinetts Tabatabai das Konzept einer einheitlichen nationalen iranischen Armee, dessen Kern die Kosakenbrigade bilden sollte, und in dem keine ausländischen Offiziere mehr eine Führungsaufgabe besitzen sollten, seien es nun schwedische Offiziere, wie bei den Gendarmen, oder britische Offiziere, wie es in dem Anglo-iranischen Abkommen von 1919 vorgesehen war. Als ersten Schritt der Mitte Mai 1921 eingeleiteten Militärreform wurden die Gendarmen aus Entscheidungsbereich des Innenministers, dem sie seit ihrer Gründung zugeordnet waren, herausgelöst und dem Verteidigungsministerium zugeordnet. Danach wurden die drei in Teheran beheimateten Offiziersschulen, die Kadettenschule der Kosaken, die Offiziersschule der Gendarmen und die noch aus der Zeit der österreichisch-ungarischen Militärmission in Persien stammende Militärakademie zu einer einzigen, reformierten Militärakademie zusammengelegt.
Nach dem Rücktritt Seyyed Zia al Din Tabatabais am 23. Mai 1921 verloren die Offiziere der Gendarmen unter dem neuen Premierminister Ahmad Qavam endgültig den politischen Rückhalt. Reza Khan blieb auch im Kabinett Qavam Verteidigungsminister. Am 6. Januar 1922 gab Reza Khan mit dem Armeebefehl Nummer 1 die Auflösung der Gendarmerie als selbständige militärische Einheit und ihre Integration in die neu formierte iranische Armee bekannt. Alle schwedischen Offiziere wurden entlassen. Das bisherige Hauptquartier der Gendarmerie wurde von Brigadegeneral Jahanbani übernommen.

## Schwedische Kommandeure
| Name                          | Periode                     |
| ----------------------------- | --------------------------- |
| General Hjalmar O. Hjalmarson | August 1911 – Februar 1915  |
| Oberst Nyström                | March 1915 – Ende 1916      |
| Oberst Gleerup                | August 1918 – Dezember 1921 |

## Stützpunkte
Hauptquartier
- Teheran,

Garnisonen
- Schiras, Kerman, Qazvin, Isfahan, Borudscherd